# Breitblättrige Glockenblume
Die Breitblättrige Glockenblume (Campanula latifolia) oder Breitblatt-Glockenblume ist eine Pflanzenart aus der Gattung der Glockenblumen (Campanula) in der Familie der Glockenblumengewächse (Campanulaceae).

## Beschreibung

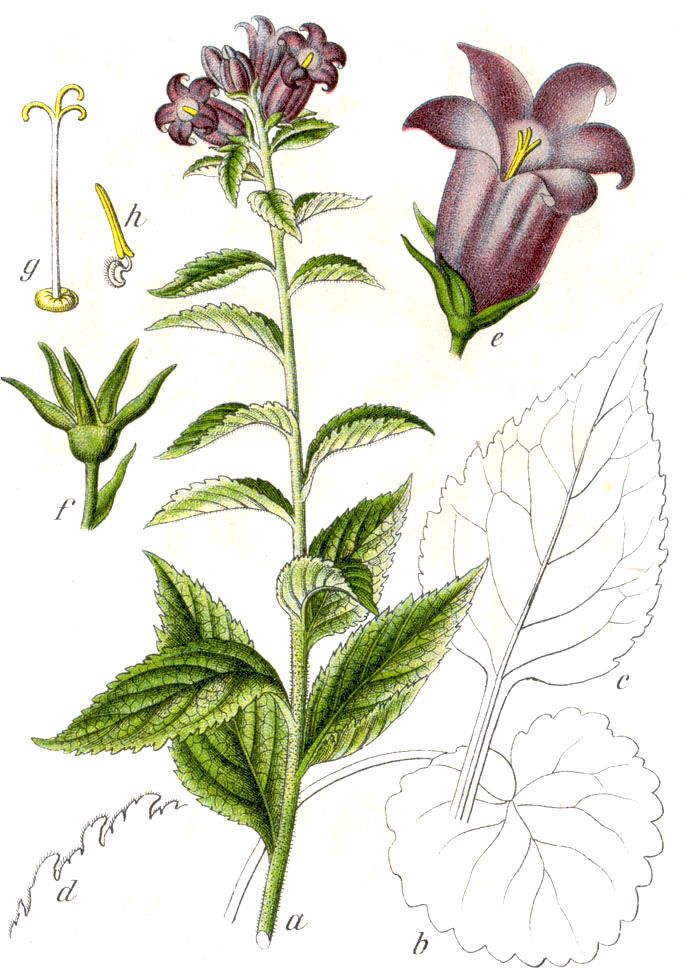
Illustration von Jacob Sturm

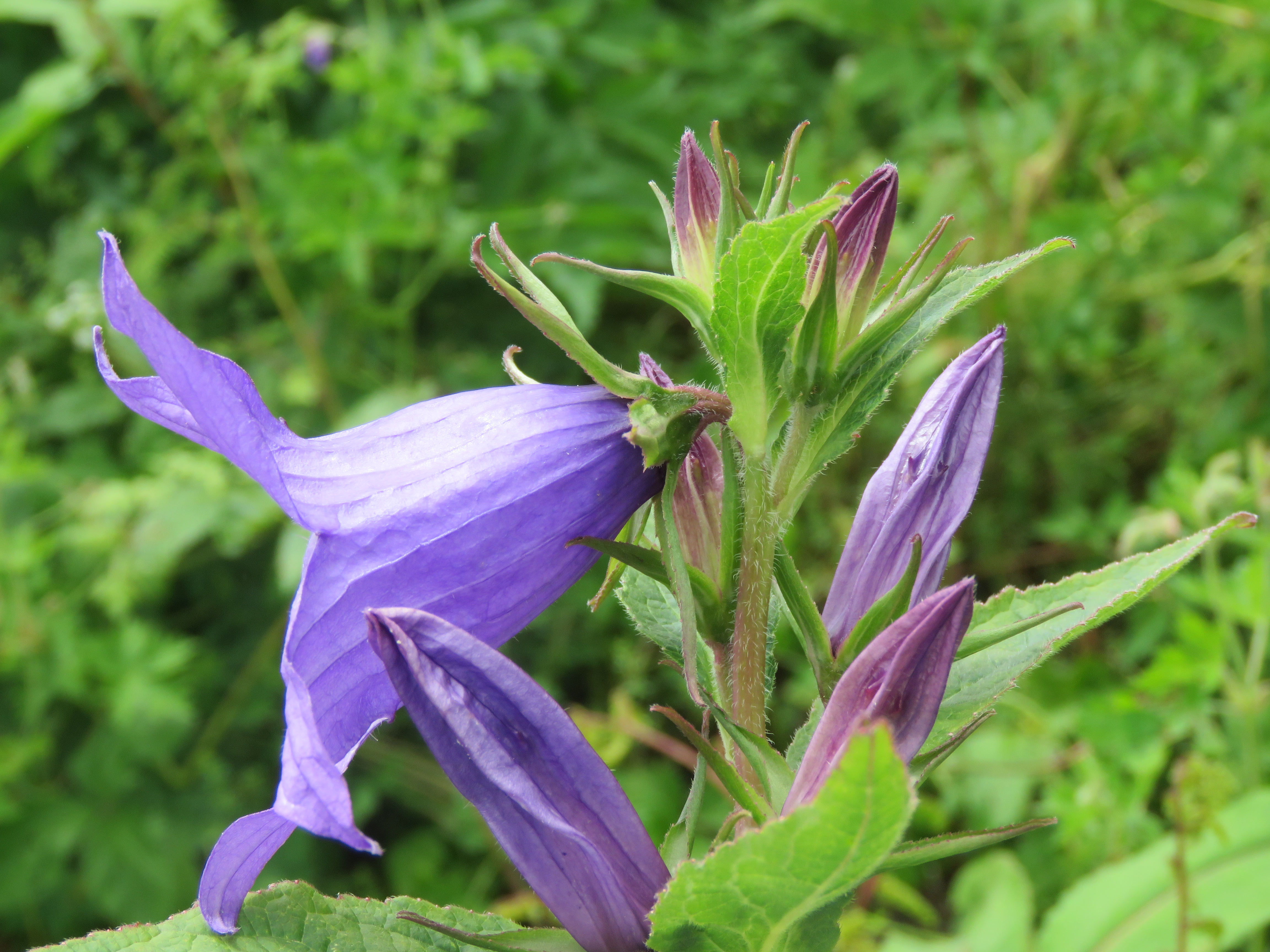
Blüte von der Seite

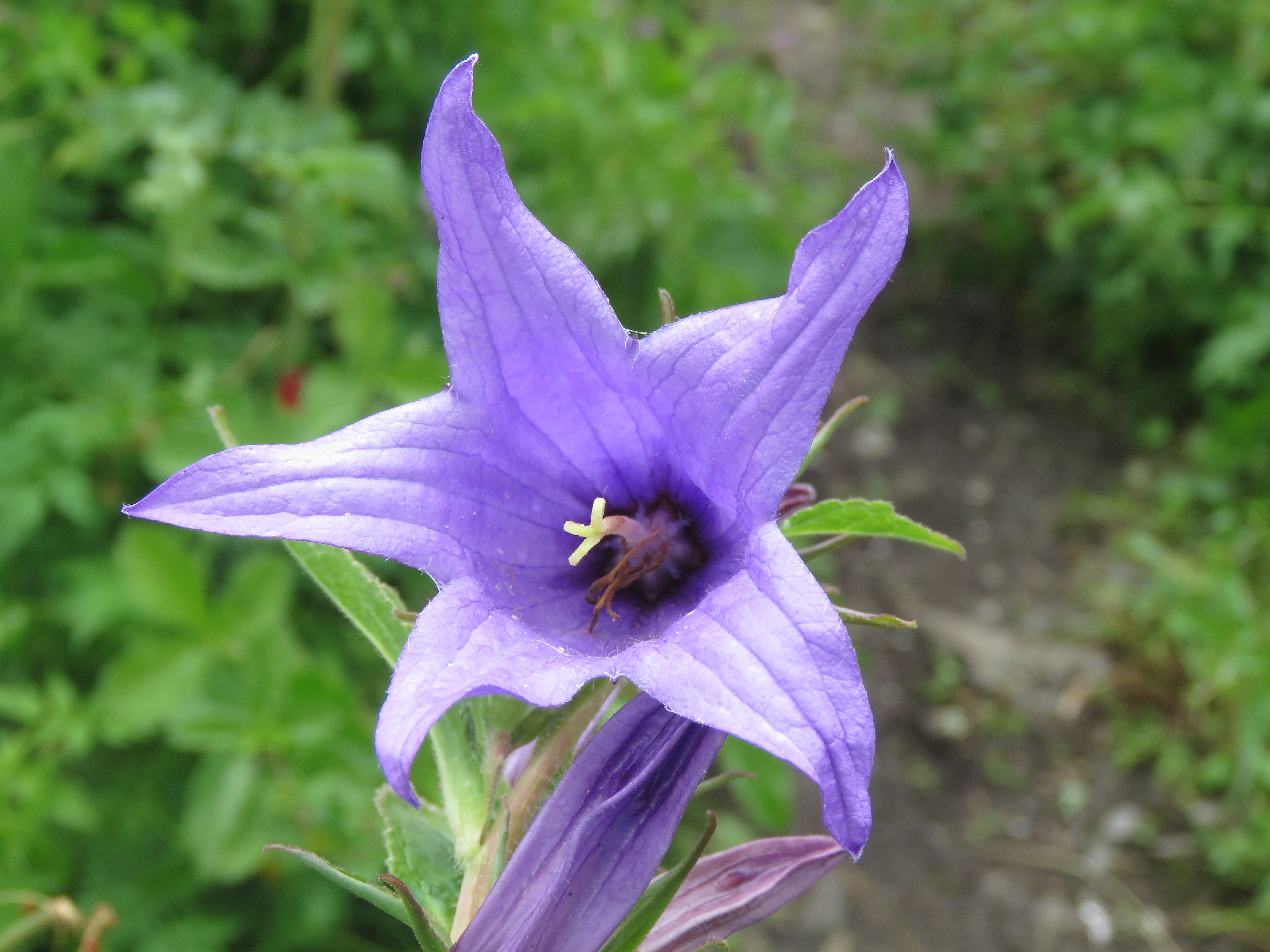
Blüte von vorne

### Vegetative Merkmale
Die Breitblättrige Glockenblume ist eine 60 bis 120 cm hoch werdende mehrjährige Pflanze mit kräftigen Rhizom und spindelförmig verdickten Seitenwurzeln. Der Stängel ist stielrund oder stumpf gerillt und nahezu kahl. Die Grundblätter sind kurz gestielt, eiförmig-langgestreckt und von beiden Seiten weich behaart.

### Generative Merkmale
Die Blütenstände sind mehr oder weniger einseitswendig und relativ stark durchblättert. An den Blütenstielen stehen mittig zwei Vorblätter. Die Blüten sind hell blauviolett und besitzen in der Regel eine Länge von vier bis sechs Zentimeter, der Kelchzipfel ist eilanzettlich.
Die Blütezeit liegt zwischen Juni und August.
Die Früchte sind Kapseln, die sich am Grund mit Poren öffnen.
Die Chromosomenzahl beträgt 2n = 34.

## Vorkommen
Die Breitblättrige Glockenblume kommt von Europa bis zum südwestlichen Sibirien und vom westlichen Asien bis zum zentralen Himalaja vor. In Europa fehlt sie in Portugal, Irland, Island und Griechenland sowie auf Korsika, Sardinien und Sizilien. In Belgien, den Niederlanden und den US-Staaten Connecticut, Maine, Vermont, Pennsylvania und Utah ist sie ein Neophyt.
In den Alpen ist sie verbreitet bis zerstreut, seltener ist sie im Alpenvorland, jedoch ist sie in Mitteleuropa nach Osten auch bis nach Thüringen, Sachsen-Anhalt und im böhmischen Randgebirge zu finden.
Sie bevorzugt Hochstaudenfluren, krautreiche Laubmischwälder, ist in tieferen Lagen auch in der Nähe von Bächen zu finden. Sie wächst auf sickerfrischen, feuchten, basen- und nährstoffreichen Lehmböden niederschlagsreicher Lagen in Höhen bis 1500 m. Sie kommt hauptsächlich vor in Gesellschaften des Ulmo-Aceretum aus dem Verband Tilio-Acerion und im Aegopodio-Anthriscetum nitidae aus dem Verband Aegopodion podagrariae. Die ökologischen Zeigerwerte nach Landolt et al. 2010 sind in der Schweiz: Feuchtezahl F = 3+w+ (feucht aber stark wechselnd), Lichtzahl L = 2 (schattig), Reaktionszahl R = 4 (neutral bis basisch), Temperaturzahl T = 3 (montan), Nährstoffzahl N = 2 (mäßig nährstoffarm bis mäßig nährstoffreich), Kontinentalitätszahl K = 2 (subozeanisch).
Zeigerwerte nach Ellenberg:
- Lichtzahl L: 4 = Halbschatten- bis Schattenpflanze
- Temperaturzahl T: 5 = Mäßigwärmezeiger
- Kontinentalitätszahl K: 5 = subozeanisch bis subkontinental
- Feuchtezahl F: 6 = Frische- bis Feuchtezeiger
- Reaktionszahl R: 8 = Schwachbasen- bis Basenzeiger
- Stickstoffzahl N: 8 = ausgesprochener Stickstoffzeiger
- Salzzahl S: 0 = nicht salzertragend

## Taxonomie und Systematik
Die Breitblättrige Glockenblume wurde 1753 von Carl von Linné in Species Plantarum Band 1 Seite 165 erstbeschrieben.
Man kann folgende Unterarten unterscheiden:
- Campanula latifolia subsp. latifolia (Syn.: Campanula eriocarpa M.Bieb., Campanula macrantha Fisch. ex Hornem.): Sie kommt vor von Europa bis zum westlichen Sibirien und von Westasien bis zum mittleren Himalaja.[5]
- Campanula latifolia subsp. megrelica (Manden. & Kuth.) Ogan.: Sie kommt im Kaukasus vor.[6]

### Weitere Illustrationen

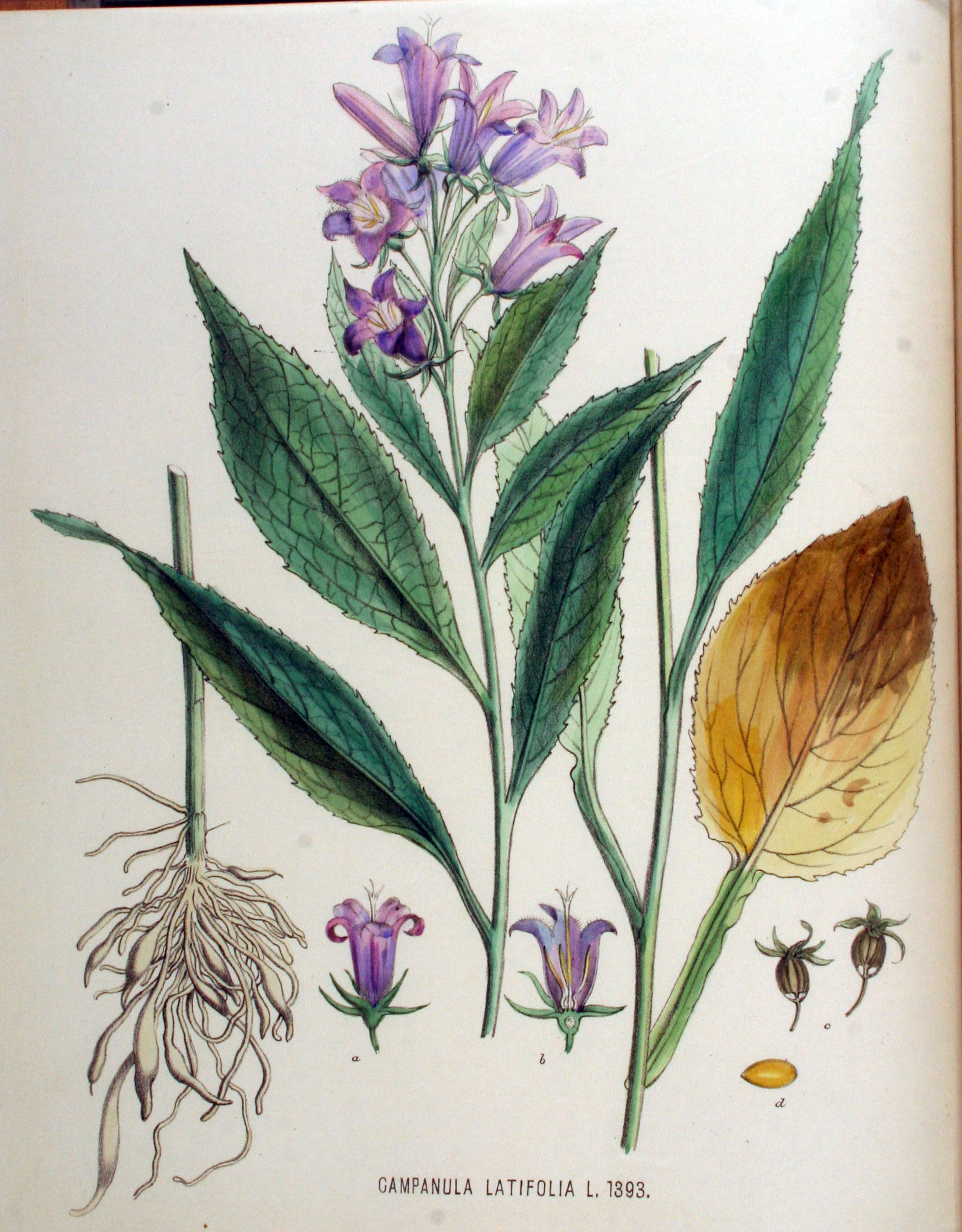
Illustration aus der Flora Batava
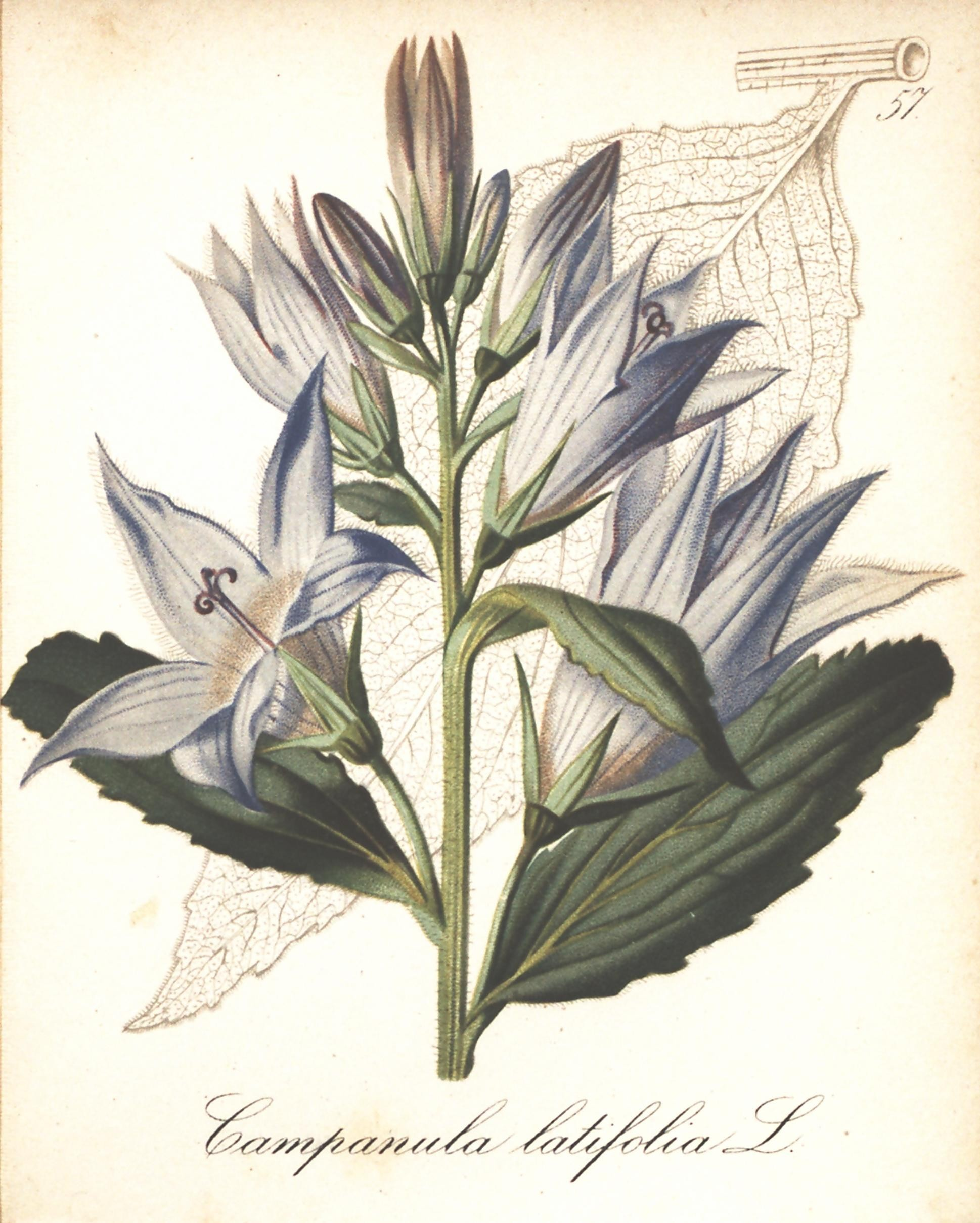
Illustration aus Die Alpenpflanzen nach der Natur gemalt
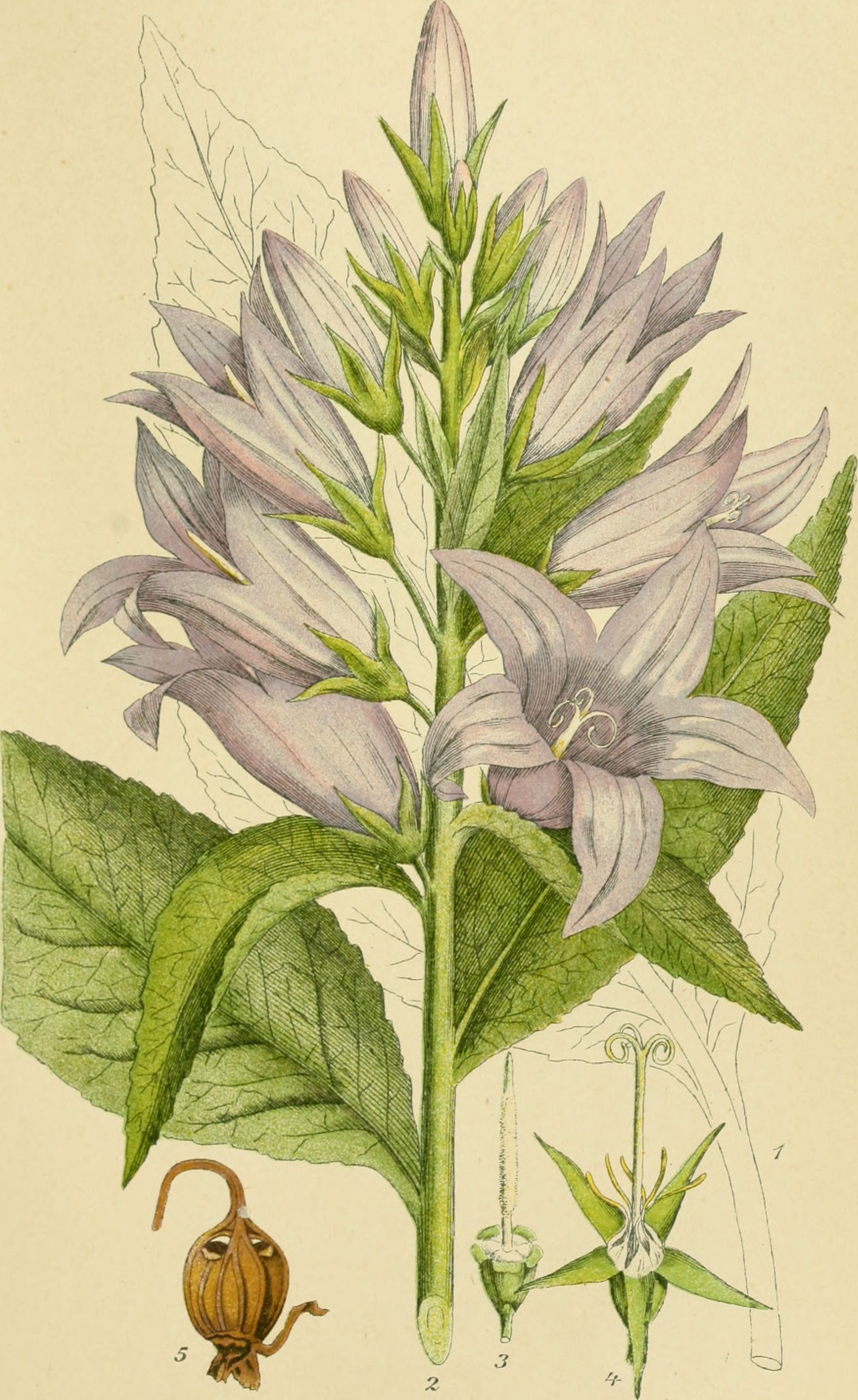
Illustration aus Billeder af Nordens Flora